# Cladocarpus verrilli
Cladocarpus verrilli är en nässeldjursart som först beskrevs av Nutting 1900.  Cladocarpus verrilli ingår i släktet Cladocarpus och familjen Aglaopheniidae. Inga underarter finns listade i Catalogue of Life.